# Martins
Álvaro Martins (ur. 30 sierpnia 1901, zm. ?) – brazylijski piłkarz znany jako Martins, obrońca, pomocnik.
Urodzony w Rio de Janeiro Martins karierę piłkarską rozpoczął w 1917 roku w klubie São Cristóvão Rio de Janeiro, w którym grał do 1922 roku.
Jako piłkarz klubu São Cristóvão wziął udział w turnieju Copa América 1919, gdzie Brazylia zdobyła mistrzostwo Ameryki Południowej. Martins nie zagrał w żadnym meczu.
Wciąż jako gracz klubu São Cristóvão wziął udział w turnieju Copa América 1920, w którym Brazylia zajęła trzecie miejsce. Zagrał we wszystkich trzech meczach - z Chile, Urugwajem i Argentyną.
W 1923 roku Martins został graczem klubu America Rio de Janeiro, a już w następnym roku przeszedł do klubu Andarahy Rio de Janeiro, w którym grał do 1925. W 1926 ponownie został graczem São Cristovão, z którym zdobył mistrzostwo stanu Rio de Janeiro.